# Эшпириту-Санту (Мертола)
Эшпириту-Санту (порт.  Espírito Santo) - фрегезия (район) в муниципалитете Мертола округа Бежа в Португалии. Территория – 133,98 км². Население – 437 жителей. Плотность населения – 3,3 чел/км².